# Erastus Tyler
Erastus Bernard Tyler (24 april 1822 – 9 januari 1891) was een Amerikaanse zakenman, handelaar en soldaat. Hij was generaal in het Noordelijke leger tijdens de Amerikaanse Burgeroorlog. Hij nam deel aan verschillende veldslagen in de beginfase van het conflict waarna hij bevelhebber werd van de verdedigingswerken rond Baltimore (Maryland). Hij was eveneens korte tijd bevelhebber van het VIII Corps.

## Vroege jaren
Erastus B. Tyler werd geboren in West Bloomfield, New York. Hij kreeg zijn opleiding in verschillende scholen. Als jonge man verhuisde hij naar Ravenna (Ohio) waar hij afstudeerde aan de toenmalige Graneville College (het huidige Denison University). Op zijn 23e opende hij een succesvolle zaak in de pelshandel in West Virginia.

## De Amerikaanse Burgeroorlog
Na het uitbreken van de Amerikaanse Burgeroorlog hielp Tyler om de 7th Ohio Volunteer Infantry te rekruteren en op te leiden in het noordoosten van Ohio. Hij werd als eerste verkozen tot kolonel. John S. Casement werd aangeduid als zijn plaatsvervanger met de rang van majoor. Na de basistraining werd Tyler en zijn 7th Ohio Infantry in augustus 1861 naar westelijk Virginia gestuurd. Op 26 augustus werd zijn onervaren regiment verrast in hun kampplaats tijdens de Slag bij Kessler's Cross Lanes. Ze werden aangevallen door een Zuidelijke brigade onder aanvoering van brigadegeneraal John B. Floyd. Het 7th Ohio Infantry diende zich terug trekken door de vijandelijke overmacht. Hun linie brak en ze zetten het op een lopen.
Begin 1862 gaf Generaal Frederick W. Lander aan Tyler het bevel over een brigade. Deze brigade werd toegevoegd aan de divisie onder leiding van James Shields en later Nathan Kimball. Op 14 mei 1862 werd Tyler bevorderd tot brigadegeneraal. Tylers brigade nam deel aan verschillende schermutselingen en veldslagen tijdens Jacksons veldtocht in de Shenandoahvallei tegen de Zuidelijke eenheden van stonewall Jackson waarvan de Slag bij Winchester de bekendste is. Tijdens de bloedige Slag bij Fort Republic moest Tyler uiteindelijk het veld ruimen tegen Jackson.
Na de Veldtocht in noordelijk Virginia werd het Noordelijke leger gereorganiseerd in het Army of the Potomac. Tyler kreeg daarbij het bevel over de 1ste brigade, 3de divisie, V Corps. Ze vochten mee tijdens de Marylandveldtocht en de Slag bij Fredericksburg. Tijdens de mislukte aanvallen op Marye’s Heights raakte Tyler gewond en verloor hij een groot deel van zijn brigade. Na de Moddermars betrokken ze hun winterkwartieren.
Tijdens de lente van 1863 nam de brigade van Tyler opnieuw deel aan de gevechten tijdens de Slag bij Chancellorsville. Zijn brigade speelde een belangrijke rol in het stabiliseren van de rechterflank van het III Corps door een aanval van Alfred Colquitt te vertragen. Door de dichte bebossing zagen de beide tegenstanders elkaar bijna niet. Tyler’s brigade hielden de Zuidelijken op afstand tot hun munitie bijna op was. Uiteindelijk trokken ze zich terug toen de Zuidelijken met versterkingen de Noordelijke rechterflank gekeerd hadden.
Kort na deze slag werden drie van de vier regimenten uit zijn brigade eervol ontslagen. Hun diensttijd zat erop. Tyler keerde terug naar Washington D.C. om nieuwe orders af te wachten. In juni kreeg hij het bevel over de verdedigingswerken rond Baltimore (Maryland). Hij trad in het huwelijk met een lokale schone en zou de rest van de oorlog in Baltimore gestationeerd blijven. De enige kortstondige uitzondering was zijn bevelhebberschap over het VIII Corps tussen 28 september 1863 en 10 oktober 1863.
Zijn laatste grote wapenfeit vond plaats tijdens de Slag bij Monocacy op 9 juli 1864. Tyler had het bevel over twee onervaren regimenten. Ze slaagde erin om verschillende aanvallen af te slaan toen de Zuidelijken probeerden om de Jug Bridge te veroveren. Deze brug was van vitaal belang omdat het uiterste punt van de Noordelijke rechterflank beschermde en anderzijds omdat de weg naar Baltimore afschermde.
Op het einde van de oorlog stond Tyler op de lijst van namen waarbij Noordelijke officieren erkend werden voor hun inzet. Hij werd bevorderd tot gebrevetteerd generaal-majoor in maart 1865. Op 24 augustus 1865 werd hij eervol ontslagen uit het leger.

## Latere jaren
Na de oorlog woonden Tyler en zijn vrouw in Baltimore en stichtten een gezin. Daar vervulde hij de functie van Postmeester.
Erastus Tyler werd 68 en werd bijgezet op het Green Mount Cemetery.